# 피에르 드 페르마
피에르 드 페르마(프랑스어: Pierre de Fermat, 프랑스어 발음: [pjɛːʁ də fɛʁma], 1601년 ~ 1665년 1월 12일)는 프랑스의 변호사이자 수학자이다. 페르마는 미적분학에서 이용되는 여러 방법을 창안하는 등 많은 연구 성과를 남겼다. 또 현대 정수론의 창시자로 알려졌고, 좌표기하학을 확립하는데 크게 이바지했으며, 데카르트 좌표를 도입하였다. 그는 "페르마의 마지막 정리"라는 정리를 증명한 것으로 추측되고 있다. 페르마의 마지막 정리는 "{\displaystyle 3}보다 큰 정수 {\displaystyle n}에 대하여 식 {\displaystyle x^{n}+y^{n}=z^{n}}을 만족하는 {\displaystyle 0}이 아닌 정수해 {\displaystyle x,y,z}는 존재하지 않는다."는 것이다. 그런데 페르마가 증명했다는 증거가 없어서, 수학자들은 그가 증명했다는 소문에 대하여 의문을 갖기도 한다.

## 생애
1601년 프랑스 타른에가론주 보몽 드 로마뉴(프랑스어: Beaumont-de-Lomagne)에서 보몽의 부영사이며, 피혁상을 하던 도미니크 페르마(프랑스어: Dominique Fermat)와 법의학자 가문의 딸이었던 클레르 드 롱(프랑스어: Claire de Long) 사이에서 태어났다. 페르마의 가족은 2남 2녀를 두었다. 그의 어린 시절은 아무런 굴곡도 없는 평범한 시절이었다고 한다.
페르마는 1623년 오를레앙 대학교에 입학해서, 1626년 법학 학사 학위를 취득했다. 페르마는 프랑스어뿐만 아니라, 라틴어·그리스어·이탈리아어·스페인어·오크어에 능통하였다. 이후 보르도로 이사하였고, 여기에서 아폴로니오스의 논문을 접한 뒤, 취미로 수학을 공부하기 시작하였다.
그는 아무리 뛰어난 증명을 해도, "언론의 각광을 받으니까 피곤하다"라는 이유로 절대 증명을 발표하지 않는 성격으로도 유명하다.
사실, 페르마의 친한 친구들의 증언에 따르면, 허세가 심한 성격이어서, 언론의 주목을 받기 위해 그랬다고 한다. 실제 페르마가 증명했다고 알려진 정리들 중, 페르마가 직관으로 발견하였지만, 증명하지 못한 정리들도 있다고 한다.
그는 책을 읽으면서 떠오르는 모든 생각들을 책의 여백에다가 적어놓는 습관이 있었다고 한다.
1630년 툴루즈 지방의 청원위원으로 취임했으며, 그 해에 외사촌 누이인 루이제 드 롱과 결혼해서 3명의 아들과 2명의 딸을 낳았다. 그리고 귀족 지위의 표시로, 성에 "드"(프랑스어: de)를 추가하였다.
그는 생애의 34년을 국가를 위해서 봉사하다가, 1665년 1월 12일 타른주 카스트로(프랑스어: Castres)에서 한 사건을 처리한 이틀 뒤에 57세의 나이로 사망하였다.

## 주요 업적
페르마의 수학에 대한 기여는 지인들과의 서신 교환(서로 내기 문제를 주고 받았던), 디오판토스의 산술을 읽으면서 써넣은 짧은 글 등으로 한정된다. 그럼에도 그는 르네 데카르트와 함께 17세기 전반기의 두 주요 수학자로 불리고 있다. 데카르트의 발견과 독립적으로 페르마도 해석기하학의 방법을 발견했다고 한다. 또한 확률론을 확립시킨 블레즈 파스칼과 서신 교환을 통해서 이 분야에도 기여했다고 한다.
페르마의 이름이 붙은 개념들을 살펴보면 다음과 같은 것들이 있다.
- 페르마의 원리(광학): 빛이 지나는 경로는 두 점을 잇는 경로 중, 지나는 시간을 가장 짧게 하는 경로를 택한다.
- 페르마 소정리(정수론): {\displaystyle p}가 소수일 때, {1, ..., p-1}의 원소인 모든 {\displaystyle a}에 대해 {\displaystyle a^{p-1}\equiv 1{\pmod {p}}\qquad (a\neq 0)}를 만족한다. 독일의 수학자 고트프리트 라이프니츠에 의해 증명됐다.
- 페르마의 마지막 정리: {\displaystyle n}이 {\displaystyle 3}보다 큰 정수일 때, 방정식 {\displaystyle x^{n}+y^{n}=z^{n}}을 만족하는 양의 정수 {\displaystyle x,y,z}는 존재하지 않는다. 357년 동안이나 미해결 문제로 남아 있다가 1994년 앤드루 와일스에 의해서 증명됐다

## 참고 문헌
- 싱, 사이먼 (1998). 《페르마의 마지막 정리》 (영어). 박병철 옮김. 영림카디널. ISBN 89-85055-97-6.
- Singh, Simon (1997). 《Fermat's Last Theorem》 (영어). Fourth Estate Ltd. ISBN 1-84115-791-0.
- Mahoney, Michael Sean (1994). 《The mathematical career of Pierre de Fermat, 1601–1665》 (영어). Princeton University Press. ISBN 0-691-03666-7.

## 같이 보기
- 페르마의 마지막 정리
- 앤드루 와일스